# 原田早穗
原田早穂（1982年11月5日—）是一名日本女子花样游泳运动员。她曾参加了2004年雅典奥林匹克运动会，并在比赛中获得女子花样游泳比赛团体银牌。 她在2008年北京奥运会中获得女子花样游泳双人铜牌。